# Правопис Шашкевича
Правопис Шашкевича, шашкевичівка, Право́пис Руса́лки Дністро́вої, або ж Правопис «Руської трійці» — перша фонетична система правопису для української мови на основі адаптованого кириличного алфавіту, вжита «Руською трійцею» в альманасі «Русалка Днѣстровая» (1837). Автором правописної системи вживаної у "Русалці Дністровій" звикло вважати саме Маркіяна Шашкевича, й через це її називають правописом Шашкевича чи шашкевичівка. Вживання фонетичного принципу орфографії мотивувалося в передмові Маркіяна Шашкевича тим, що «знати нам конче, яке теперѣшному язикови истинноє лице; за-для-того держалисмо-ся правила: „пиши як чуєшь, а читай як видишь“».

## Орфографічні особливості
- Не вживається ъ в кінці слів і як розділовий знак (за необхідності замінюється дефісом);
- звук [ɪ] (з етимологічних и, ы) передається літерою и, та уживалася на початку слів згідно з українською вимовою слів инший, и, Ирід, тощо.
- [о] після м'яких приголосних передається як ьо, [jo] — як йо;
- збережено вживання літери ѣ, що її читали згідно з українською церковнослов'янською традицією[8] як [і] (після голосних — [ji] сучасне ї);
- збережено літеру ѳ — у деяких словах грецького походження;
- в багатьох випадках звук [і] з давньої е також передається як ѣ як от нѣс-несу.
- [ji] після голосних, етимологічно не пов'язане з історичним ѣ, може передаватись двома способами: як и або як ѣ (з Украини, з Украѣни);
- звук [і] з давньої о (рідше — з давньої е) передається буквою і як от ніс-носу;
- відновлено літеру є з її традиційним накресленням, що позначала традиційно [е], тут уживалася для йотованого е як і у сучасному правописі;
- введено літеру ў для губно-губного апроксиманта в на місце етимологічного л, як от у словах ходил-ходиў, у сучасному правописі пишемо -в ходив.
- введено џ для звука [ʤ] за сербським зразком.

## Використання та поширеність
Правопис Шашкевича не прищепився на Галичині, але став однією з основ для пізніших систем українського (руського) фонетичного здебільшого письма і, зрештою, сучасної української абетки та правопису.

## Приклади тексту

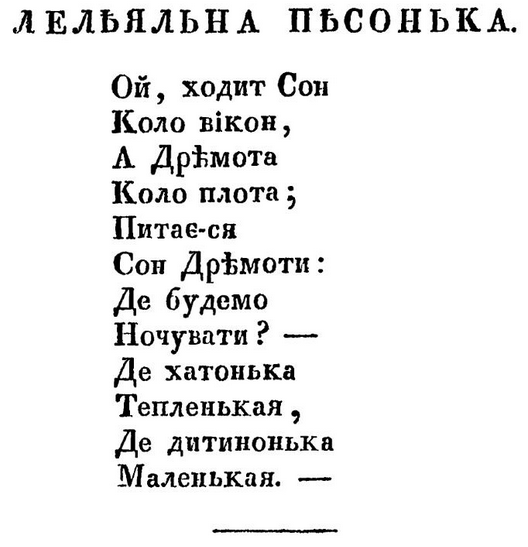
Фрагмент сторінки 35 альманаху «Русалка Дністровая», 1837

| Нарід Руский оден з головних поколѣнь Славяньских, в серединѣ меж ними, роскладаєся по хлѣбородних окресностьох з поза гір Бескидских за Дон. Він най ширше задержєў у своѣх поведѣнках, пѣсньох, обрядах, казках, прислівйох все, що єму передвѣцькі дѣди спадком лишили; а коли другіѣ племена Славлян тяглими загонами лютих чужоплеменників печалені бували, и чясто питомна власть рѣками крови теряних чяд пересякала, коли на послѣдок схилили вязи під окови залѣзні і лишилися самостоянства, Русь заступлена була Бескидами, що ся на низу ланцями повязали, и огорнена густими і великими рѣками, що як сестрицѣ почѣпляли-ся за руки… |